# Clifford Harper
Clifford Harper (Chiswick, Londres, 13 de julio de 1949) es un dibujante y militante anarquista.
En 1987 escribió Anarchy: A Grafic Guide. Es un colaborador habitual del periódico The Guardian, así como de otras publicaciones.

## Biografía
Fue expulsado de la escuela con 13 años y puesto en libertad condicional con 14, después de lo cual trabajó en una serie de lo que él describe como «trabajos poco importantes». Activista en el movimiento okupa y comunal en Londres durante y a partir del final de los años 60, se convirtió en un artista autodidacta.
Durante los años 70 fue un ilustrador prolífico para muchas publicaciones radicales y alternativas tales como Undercurrents, Anarchist Review (de Cienfuegos Press), y su proyecto publicado por él mismo, Class War Comix.

## Obras

### En inglés
- Class War Comix - New Times (Epic, 1974 & Last Gasp, 1979)
- Radical Technology - incluye 6 'Visiones' y otros dibujos de Clifford Harper (editado por Peter Harper, Godfrey Boyle y los editores de Undercurrents Wildwood House, 1976)
- The Education of Desire - The Anarchist Graphics of Clifford Harper (Annares Press, 1984)
- Anarchy: A Graphic Guide (Camden Press, 1987)
- The Unknown Deserter - the Brief War of Private Aby Harris in Nine Drawings - A6 chapbook (Working Press, 1989)
- An Alphabet - A6 chapbook (Working Press, 1989)
- Anarchists: Thirty Six Picture Cards (Freedom Press,1994)
- Prologemena to a Study of the Return of the Repressed in History (Rebel Press, 1994)
- Visions of Poesy - an Anthology of Anarchist Poetry (co-edited with Dennis Gould and Jeff Cloves, Freedom Press, 1994)
- Stamps: Anarchist Postage Stamps for after the Revolution (Rebel Press, 1997)
- Philosopher Footballers: Sporting Heroes of Intellectual Distinction (Philosophy Football, 1997)
- The Guardian Country Diary Drawings (Agraphia Press, 2003)
- The Ballad of Robin Hood and the Deer (Agraphia Press, 2003)
- The Ballad of Santo Caserio (Agraphia Press, 2003)
- The City of Dreadful Night (Agraphia Press, 2003)